# Howard Armstrong
Howard "Louie Bluie" Armstrong (4 de marzo de 1909 – 30 de julio de 2003) fue un músico estadounidense de country blues. Cantante e instrumentista, tocaba el violín, la mandolina y la guitarra. También fue un notable artista visual y narrador.

## Biografía
William Howard Taft Armstrong nació en Dayton (Tennessee) y creció en la localidad de LaFollette, del mismo estado. Era el mediano de una familia de nueve hijos. Su padre también era músico, pero mantenía a su familia con un trabajo en una acería local.
Siendo adolescente, aprendió por sí mismo a tocar el violín y se unió a una banda dirigida por Blind Roland Martin y su hermano Carl Martin con la que realizó una gira por los Estados Unidos interpretando una amplia gama de música. Durante algunos años, Armstrong asistió a la Escuela Normal del Estado de Tennessee como estudiante de artes, estudiando pintura y diseño, mientras tocaba el violonchelo en una orquesta sinfónica y el violín en una banda de jazz.
Armstrong, su hermano Roland Armstrong y Carl Martin, bajo el nombre de Tennessee Chocolate Drops, realizaron una grabación para Vocalion Records en el Hotel St. James de Knoxville (Tennessee), el 3 de abril de 1930. Con el guitarrista Ted Bogan, la banda realizó una gira como parte de un Medicin show y actuaron de teloneros para músicos de blues como Big Bill Broonzy y Memphis Minnie. Como Martin, Bogan y Armstrong, también actuaron en la Exposición Universal de Chicago de 1933. En 1934, Armstrong y Bogan grabaron "State Street Rag" y "Ted's Stomp" para Bluebird Records, con Armstrong usando el nombre artístico de Louie Bluie, que le había dado un fan.
Las primeras grabaciones de Armstrong son rags country o blues, pero este no fue su único repertorio como intérprete. Según su acompañante ocasional, el escritor Elijah Wald, su primer tema principal fue la composición de George Gershwin "Lady Be Good ", y el repertorio de su grupo incluía una amplia gama de éxitos de la época, incluidas canciones italianas, polacas, mexicanas y country, que tocaría para satisfacer las distintas demandas de su audiencia.
Tras de servir en el ejército durante la Segunda Guerra Mundial, Armstrong se mudó a Detroit, donde trabajó en la industria automotriz hasta 1971. Con un resurgimiento del interés por la música afroamericana antigua, Martin, Bogan y Armstrong se volvieron a unir. La banda grabó, actuó en clubes y festivales y realizó una gira por Sudamérica patrocinada por el Departamento de Estado de Estados Unidos. Tocaron juntos hasta la muerte de Martin en 1979.
Por esta época, tanto Armstrong como Bogan fueron contactados por el cineasta Terry Zwigoff, un fanático de su grabación "State Street Rag". El interés de Zwigoff por Armstrong finalmente floreció en el documental, Louie Bluie, estrenado en 1985. También fue el tema del documental de 2002 Sweet Old Song. La relación a largo plazo entre Bogan y Armstrong se fue deteriorando, rivalizando con la situación entre Brownie McGhee y Sonny Terry.
Armstrong recibió una Beca del Patrimonio Nacional en 1990 otorgada por el Fondo Nacional para las Artes, que es el más alto honor del gobierno de los Estados Unidos en las artes populares y tradicionales. Continuó actuando con una generación más joven de músicos y lanzó su primer álbum en solitario, Louie Bluie, en colaboración con Ralphe Armstrong y Ray Kamalay en 1995. El álbum le valió una nominación para los Blues Musica Award en la categoría de mejor Álbum Acústico.
Armstrong también fue un ávido pintor, diseñando portadas de álbumes para su grupo y ocasionalmente para otros artistas. Diseñó el decorado del Juke joint para la película de Steven Spilberg, El color púrpura, nominada al Oscar de 1985. Falleció en Boston, a los 94 años, tras sufrir un infarto. El Festival Louie Bluie, que se celebra cada año en el Parque Estatal Cove Lake, cerca de La Follette, celebra su música y su legado.

## Discografía
- Louie Bluie (Blue Suit Records, 1995)[10]
- Louie Bluie (Arhoolie Records, 1985)[11]
- Martin, Bogan, & The Armstrongs: That Old Gang Of Mine (Flying Fish, 1978)[12]
- Martin, Bogan & Armstrong: Martin, Bogan & Armstrong (Flying Fish, 1974)[13]
- Martin, Bogan & Armstrong: The Barnyard Dance  (Rounder Records, 1973)[14]

## Filmografía
- Louie Bluie (1985), dirigida por Terry Zwigoff[15]
- Sweet Old Song (2002), dirigida por Leah Mahan[16][17]

## Premios y honores
- 1990 – Beca de Patrimonio Nacional
- 1996 – Nominación al premio WC Handy Blues por álbum acústico: Howard Armstrong, Ralphe Armstrong y Ray Kamalay – Louie Bluie
- 2000 – Nominación al premio WC Handy Blues Award como instrumentista de blues - Otro (violín)
- 2003 – Nominación al premio WC Handy Blues Award como instrumentista de blues - Otro (Mandolina)
- 2003 - Premio del Gobernador de Tennessee en las Artes[3]